# همشهری کین
همشهری کِین یا شهروند کین (به انگلیسی: Citizen Kane) فیلمی در سبک درام معمایی به کارگردانی اورسن ولز و محصول سال ۱۹۴۱ کمپانی آر. ک. ئو آمریکا است. همشهری کین در نه رشته نامزد جایزه اسکار شد که در نهایت برندهٔ جایزه اسکار بهترین فیلم‌نامه غیراقتباسی برای هرمن جی. منکویتس و اورسن ولز شد. این فیلم به انتخاب بنیاد فیلم آمریکا بهترین فیلم تاریخ سینما می‌باشد.

## داستان
زمانیکه چارلز فاستر کین، غول ثروتمند روزنامه‌دار، می‌میرد، تنها یک کلمه می‌گوید: «غنچهٔ رز».
تهیه‌کننده فیلم مستند زندگی کین از گزارشگر تامسون می‌خواهد تا دربارهٔ زندگی و شخصیت کین تحقیق کند و به ویژه معنای کلمه آخر پیش از مرگش را کشف کند. تامسون با دوستان و بستگان کین مصاحبه می‌کند و داستان کین در رشته‌ای از گذشته‌نما (فلاش بک) شکل می‌گیرد. ابتدا او به همسر دوم کین سوزان الکساندر مراجعه می‌کند. اما او که از حال مساعدی برخوردار نیست….
همشهری کین روایت برگشتن انسان‌ها به دنیای معنوی کودکانه‌شان و پوچی مادیات است.
در عمارتی به نام زانادو، بخشی از یک ملک وسیع در فلوریدا، چارلز فاستر کین مسن در بستر مرگ است. او در حالی که گویی برفی در دست دارد، کلمهٔ غنچهٔ رز را بر زبان می‌آورد و از دنیا می‌رود. یک آگهی ترحیم در روزنامه‌ای، داستان زندگی کین، روزنامه‌دار بسیار ثروتمند و بزرگ را بازگو می‌کند. مرگ کین به خبری پر سروصدا در سراسر جهان تبدیل می‌شود و تهیه‌کنندهٔ روزنامه‌ای، گزارشگری به‌نام جری تامسون را مأمور می‌کند تا معنای «غنچهٔ رز» را کشف کند.
تامسون قصد دارد تا با دوستان و همکاران کین مصاحبه کند. او سعی می‌کند تا به همسر دوم او سوزان الکساندر کین که اکنون الکلی شده و باشگاه شبانهٔ خود را اداره می‌کند، نزدیک شود، اما او از صحبت کردن با او امتناع می‌کند. تامپسون به آرشیو خصوصی بانکدار فقید والتر پارک تاچر می‌رود. تامپسون از طریق خاطرات مکتوب تاچر، دربارهٔ چگونگی سربرآوردن کین از یک مهمانخانه در کلرادو و کاهش ثروت شخصی‌اش خبردار می‌شود.
در سال ۱۸۷۱، طلایی از طریق سند معدن‌کاری متعلق به مادر کین، مری کین، کشف شد. او تاچر را استخدام کرد تا مسئولیت آموزش کین و قیمومیت او را بر عهده بگیرد. در حالی که والدین و تاچر هماهنگی‌ها را داخل پانسیون انجام می‌دادند، کین جوان با خوشحالی در بیرون با یک سورتمه در برف بازی می‌کرد. وقتی والدین کین او را به تاچر معرفی کردند، پسرک با سورتمه خود به تاچر ضربه زده و سعی کرد فرار کند.
زمانی‌که کین سرانجام اعتماد تاچر را در ۲۵ سالگی جلب کرد، سودآوری معدن و سرمایه‌گذاری محتاطانه تاچر، او را به یکی از ثروتمندترین مردان جهان تبدیل کرده بود. او روزنامهٔ نیویورک اینکوایرر را تحت سلطهٔ خود درآورده و روزنامه‌نگاری زرد را آغاز کرد و مقالات رسوایی را منتشر کرد که به منافع تجاری تاچر (و خود او) ضربه زد. پس از سقوط بازار سهام در سال ۱۹۲۹، کین امپراتوری روزنامهٔ خود را به تاچر فروخت و نقدینگی او کم شد.
تامسون با مدیر تجاری شخصی کین، آقای برنشتاین مصاحبه می‌کند. برنشتاین به یاد می‌آورد که کین بهترین روزنامه‌نگاران موجود را برای ایجاد تیراژ اینکوایرر استخدام کرد. کین با دستکاری موفقیت‌آمیز افکار عمومی در مورد جنگ اسپانیا و آمریکا و ازدواج با امیلی نورتون، خواهرزادهٔ رئیس‌جمهور ایالات متحده به قدرت رسید.
تامسون با بهترین دوست کین، جددیه للند که با او قطع رابطه کرده بود و در خانهٔ سالمندان زندگی می‌کرد، مصاحبه می‌کند. للند می‌گوید که ازدواج کین با امیلی مدت‌ها قبل از هم پاشیده بود و او در زمانی که نامزد فرمانداری نیویورک بود، رابطهٔ خود را با خوانندهٔ آماتور سوزان الکساندر آغاز کرد. هم همسرش و هم رقیب سیاسی او به این ماجرا را پی بردند و رسوایی سیاسیش به کار او در سیاست پایان داد. کین با سوزان ازدواج کرد و او را مجبور به کار ذلالت‌باری در اوپرایی کرد نه استعداد و نه جاه طلبی آن را داشت، حتی برای او یک خانهٔ بزرگ اپرا ساخت. بعد از اینکه للند شروع به نوشتن نقد منفی دربارهٔ اولین اپرای سوزان کرد، کین او را اخراج کرد اما نقد منفی را تکمیل کرده و آن را چاپ کرد.
سوزان با مصاحبه با تامسون موافقت می‌کند و اتفاقات بعد از دوران حرفه‌ایش در اپرا را شرح می‌دهد. کین سرانجام پس از اقدام به خودکشی به او اجازه داد تا خوانندگی را رها کند و پس از سال‌ها زندگی منزویانه تحت سلطهٔ کین در زانادو، او را ترک کرد. ریموند، پیشخدمت کین، می‌گوید که او پس از ترک سوزان، شروع به تخریب متعلقات اتاق خواب او کرد. وقتی به‌طور اتفاقی به گوی برفی برخورد، آرام شد و گفت: «غنچهٔ رز». تامپسون در آخر می‌گوید که قادر به حل این معما نیست و معنای آخرین کلمهٔ کین برای همیشه یک راز باقی می‌ماند.
در زانادو، وسایل کین دسته‌بندی شده یا توسط کارکنان دور انداخته می‌شود. آن‌ها سورتمه‌ای را پیدا می‌کنند که کین هشت ساله روزی که از خانه‌اش در کلرادو برده شده بود، با آن بازی می‌کرد. آن‌ها آن را به‌همراه خرت‌وپرت‌های دیگر به درون کوره می‌اندازند و درحین سوختن، نام تجاری سورتمه که کارکنان متوجه آن نشدند مشخص می‌شود: «غنچهٔ رز»

## نکاتی دربارهٔ نحوه ساخت
آنچه دربارهٔ همشهری کین گفته می‌شود، تلاش اورسن ولز برای رسیدن به روش جدیدی از فیلم‌سازی با شناخت و استفاده و ترکیب فرم‌های مختلفی از فیلم‌سازی بود.
گرگ تولند، فیلم‌بردار فیلم، برای گرفتن کلوزآپ‌ها از لنزهای تله فوتو استفاده می‌کرد و جاهایی که فوکوس عمیق غیرممکن بود، گرگ تولند برای حفظ فوکوس کل صفحه از یک چاپگر نوری (چاپ قسمتی از فیلم روی قسمتی دیگر) استفاده می‌کرد. در ضمن مقدار زیادی از فوکوس‌های عمیق، حاصل تأثیرات درون دوربینی بودند. از دیگر روش‌های متفاوت استفاده‌شده در فیلم، نماها از زاویه پایین‌هایی بودند که سقف را در پس‌زمینه نشان می‌دادند.
سکانس‌هایی که از نظر زمانی فاصله داشتند اما در یک لوکیشن واحد بودند، با عوض کردن لباس و گریم بازیگرها پشت سرهم فیلمبرداری شدند.

## منبع الهام همشهری کین
اورسن ولز هرگز خاستگاه اصلی شخصیت چارلز فاستر کین را تأیید نکرد. جان هاوسمن نوشت که شخصیت «چارلز کین» ترکیبی از چند شخص است و از زندگی ویلیام راندولف هرست بیش از همه استفاده شده‌است. بعضی از اتفاقات و جزئیات واقعی نیستند. هاوسمن نوشت که ولز و منکویچ داستان‌هایی از چند غول دیگر خبرنگاری مانند جوزف پولیتزر، آلفرد هارمسورث و هربرت اسووپ را در هم آمیخته‌اند.

## بازیگران
در ابتدای تیتراژ پایانی اظهار شده‌است که بیشتر بازیگران نقش اصلی فیلم، نقش اولشان را در سینما ایفا کرده‌اند.
- اورسن ولز در نقش چارلز فاستر کین[۱]
- جوزف کاتن در نقش جددایا للند[۱]
- دوروتی کومینگور در نقش سوزان الکساندر کین[۱]
- اورت اسلون در نقش آقای برنشتاین[۱]
- ری کالینز در نقش جیم دابلیو. گتیس[۱]
- جرج کولوریس در نقش والتر پارکس تاچر[۱]
- اگنس مورهد در نقش مری کین[۱]
- پال استوارت در نقش ریموند[۱]
- روت واریک در نقش امیلی مونرو نورتون کین[۱]
- ارسکین سنفرد در نقش هربرت کارتر[۱]
- ویلیام الاند در نقش جری تامپسون[۱]
- هری شانون در نقش جیم کین، پدر کین[۱]
- جورجا باکوس در نقش برتا اندرسون[۱]
- فورتونیو بونانووا در نقش سینیور ماتیست[۱]
- سانی باپ در نقش چارلز فاستر کین سوم[۱]
- بادی سوان در نقش چارلز فاستر کین، هشت سالگی[۱]
- گاس شیلینگ در نقش جان[۱]
- فیلیپ فن زانت در نقش آقای رالستون[۱]
- چارلز بنت در نقش هنرمند[۲]
- توماس ای. کارن در نقش تئودور روزولت

## جوایز
- برنده جایزه اسکار بهترین فیلمنامهٔ غیر اقتباسی برای هرمن جی. منکویتس و اورسن ولز
- نامزد جایزه اسکار بهترین فیلم
- نامزد جایزه اسکار بهترین کارگردانی برای اورسن ولز
- نامزد جایزه اسکار بهترین بازیگر نقش اول مرد برای اورسن ولز
- نامزد جایزه اسکار بهترین فیلم‌برداری سیاه و سفید برای گرگ تولند
- نامزد جایزه اسکار بهترین موسیقی متن برای برنارد هرمن
- نامزد جایزه اسکار بهترین صدابرداری برای جان او. آلبرگ
- نامزد جایزه اسکار بهترین طراحی صحنه برای پری فرگوسن و ون نست پولگلاس
- نامزد جایزه اسکار بهترین تدوین برای رابرت وایز

## نگارخانه

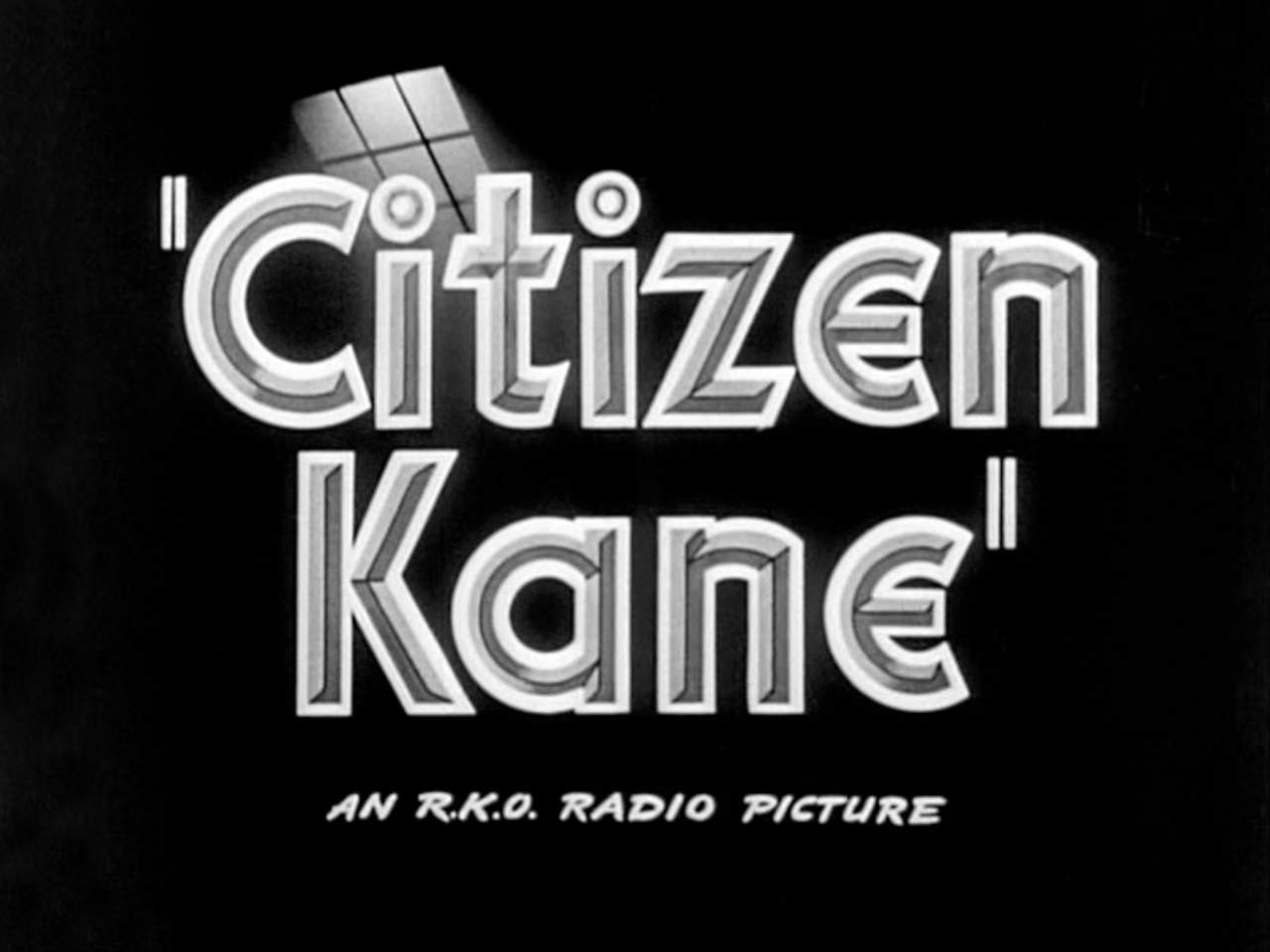
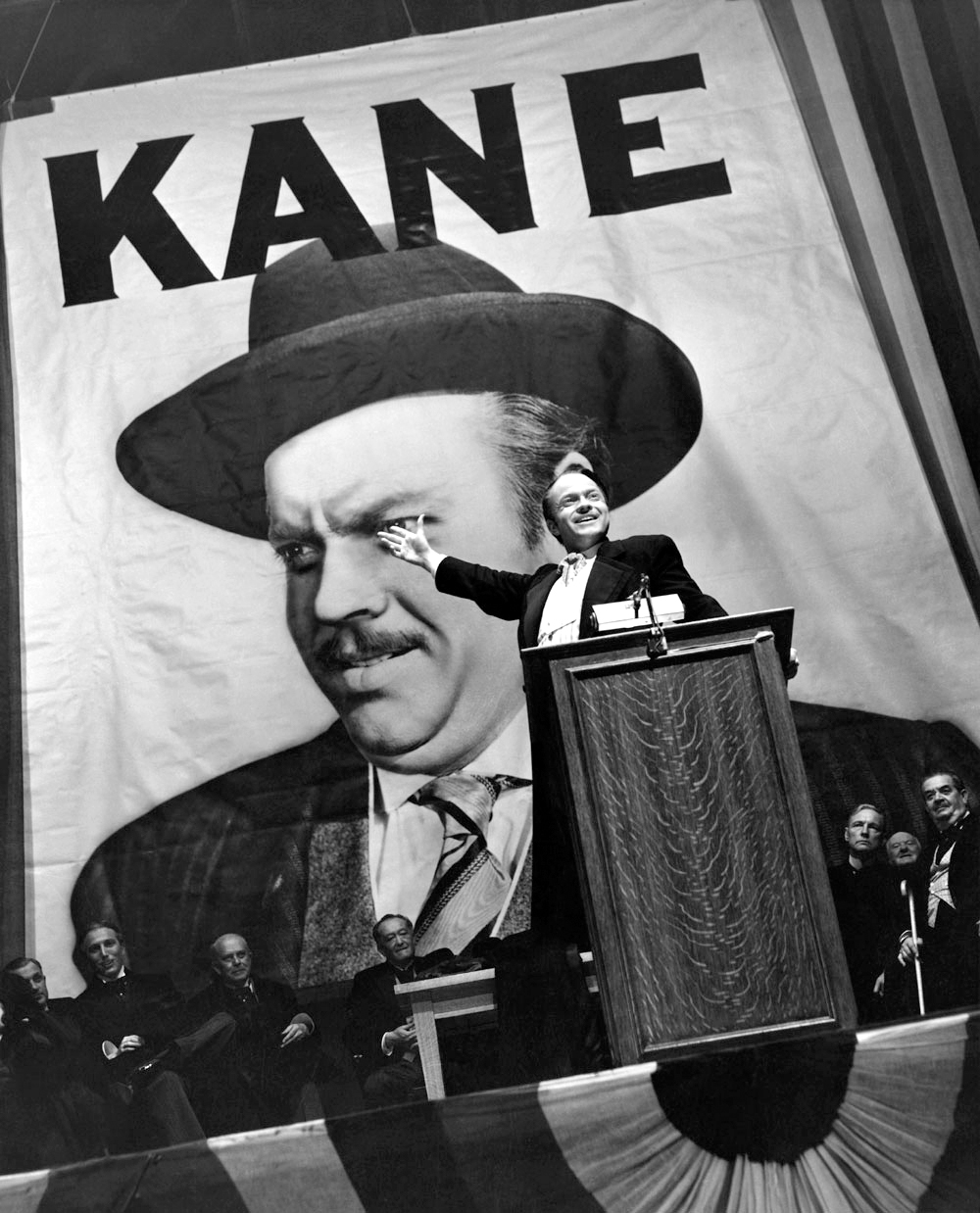
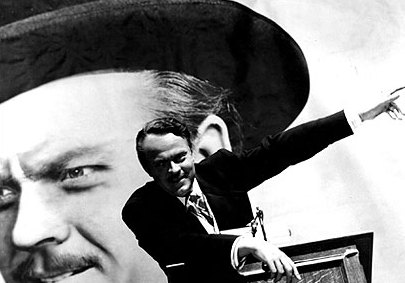
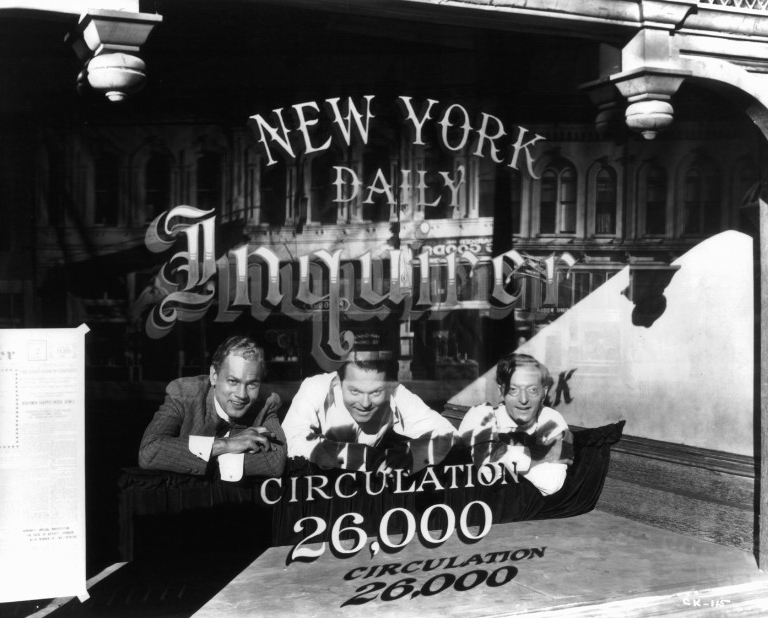
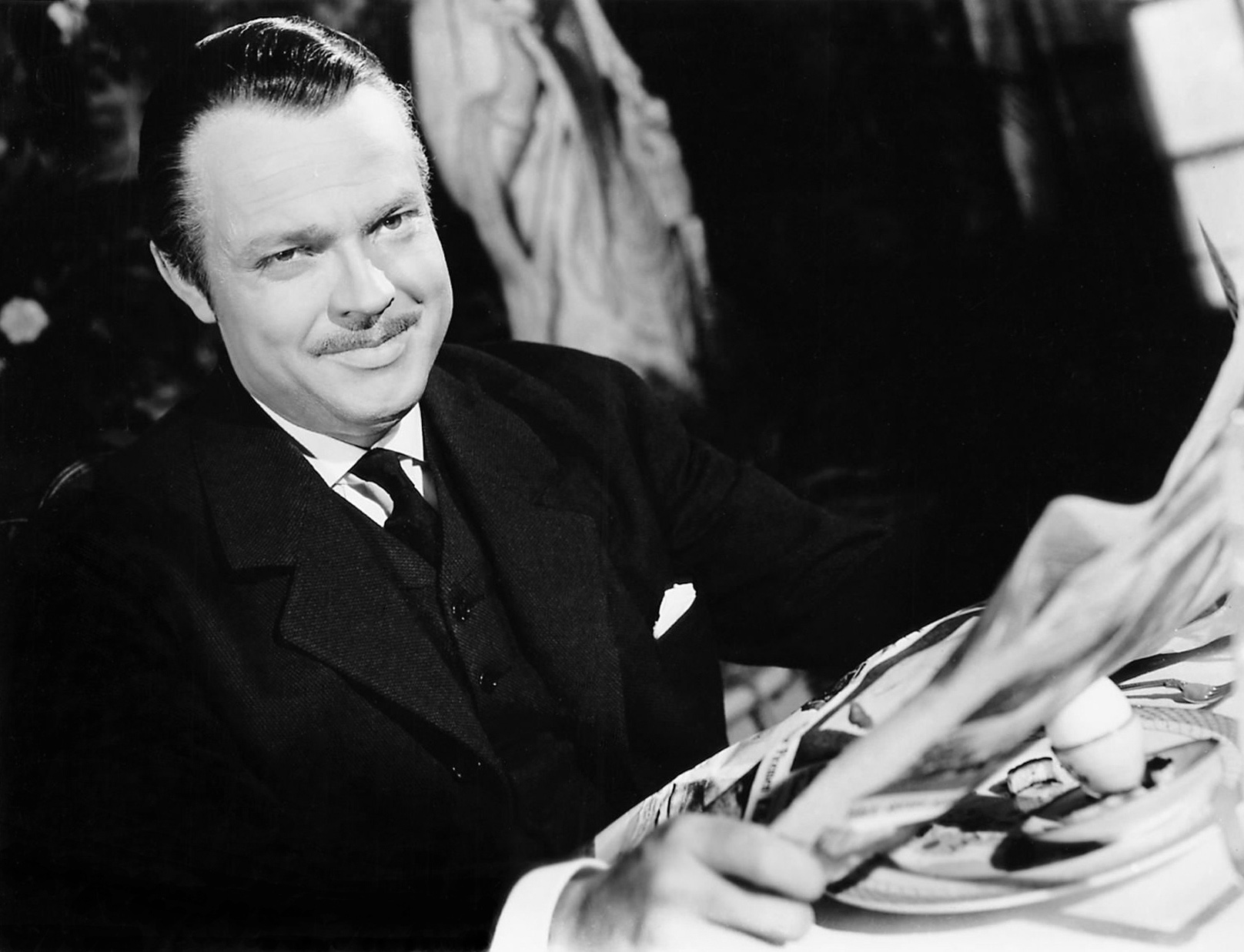
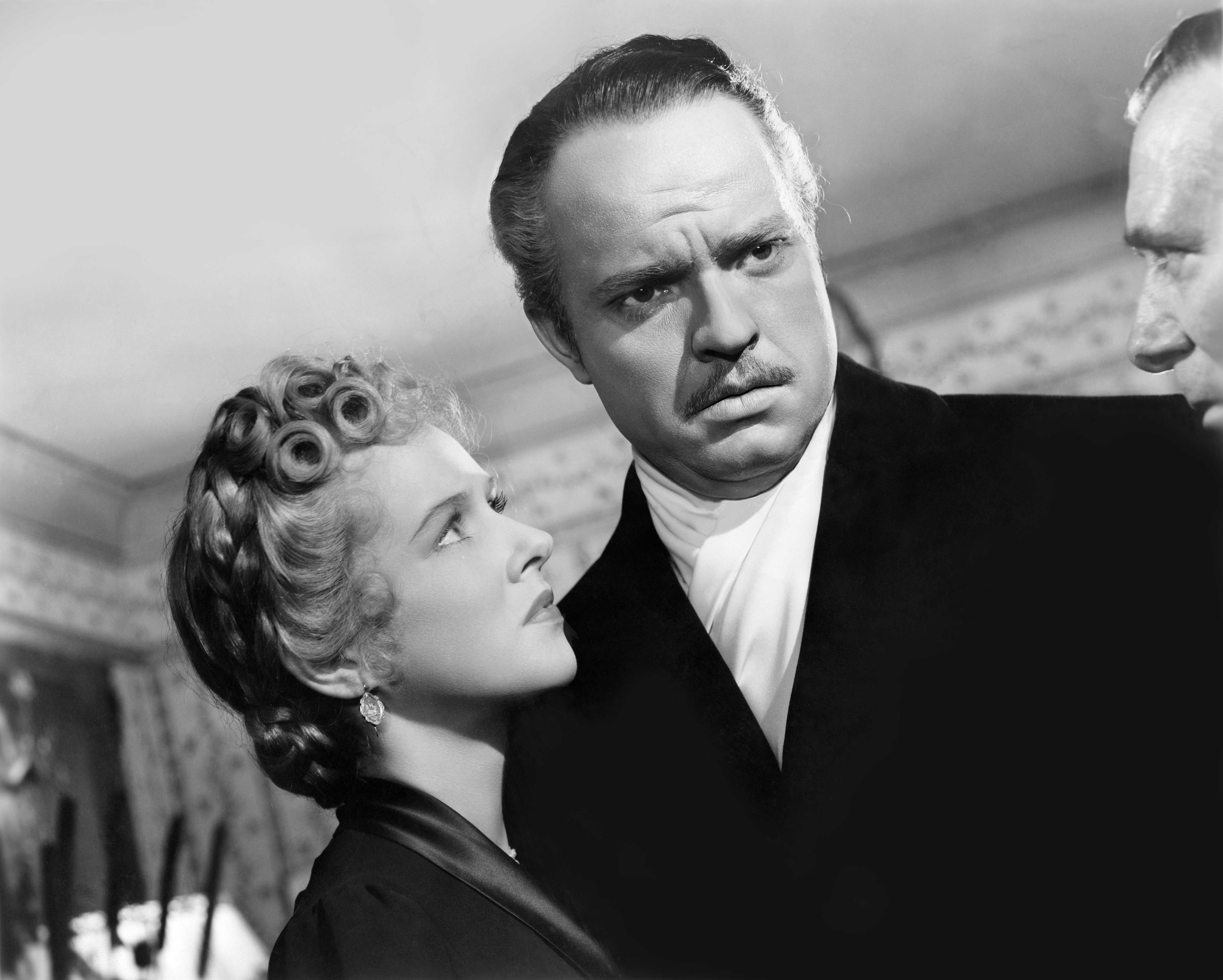
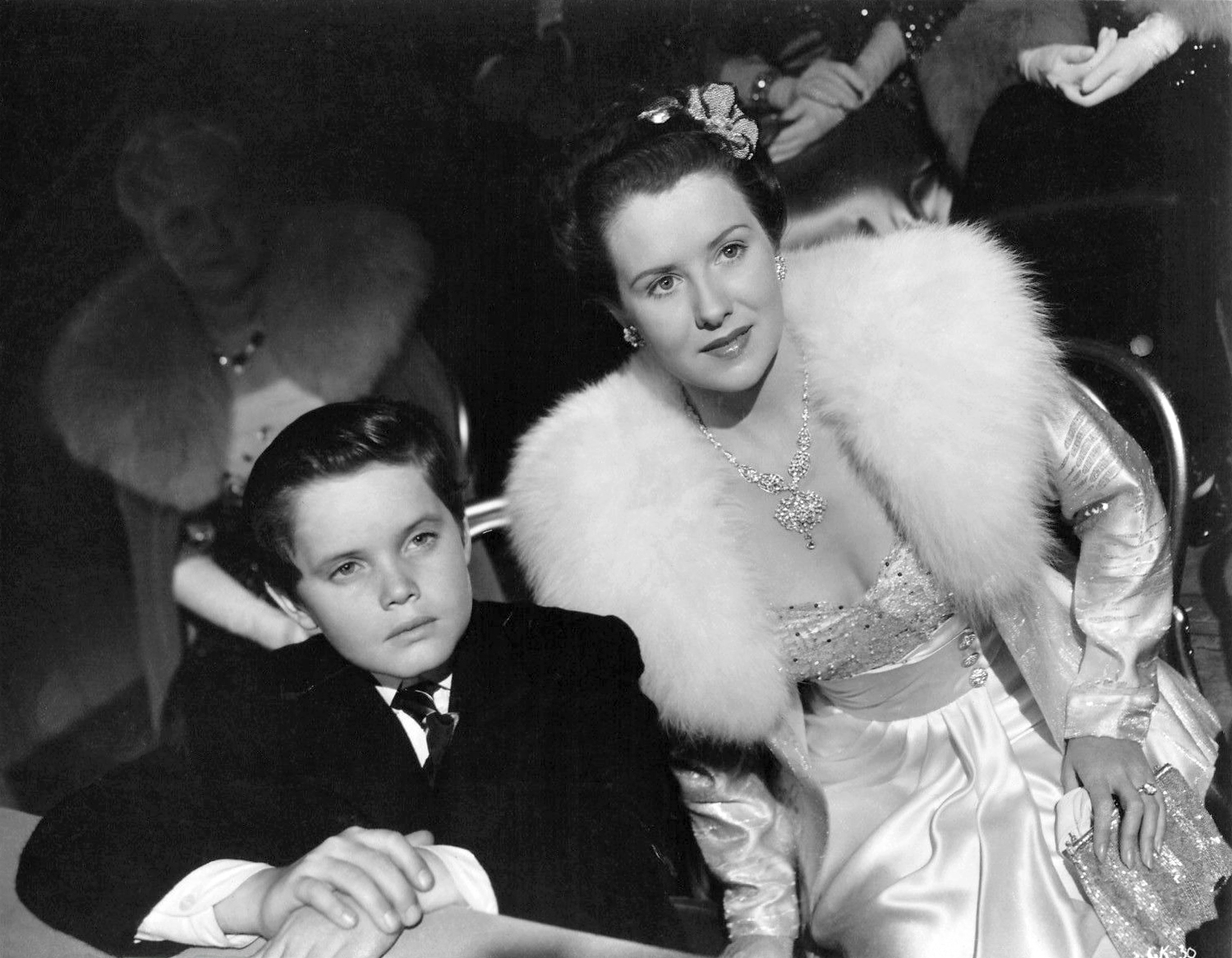
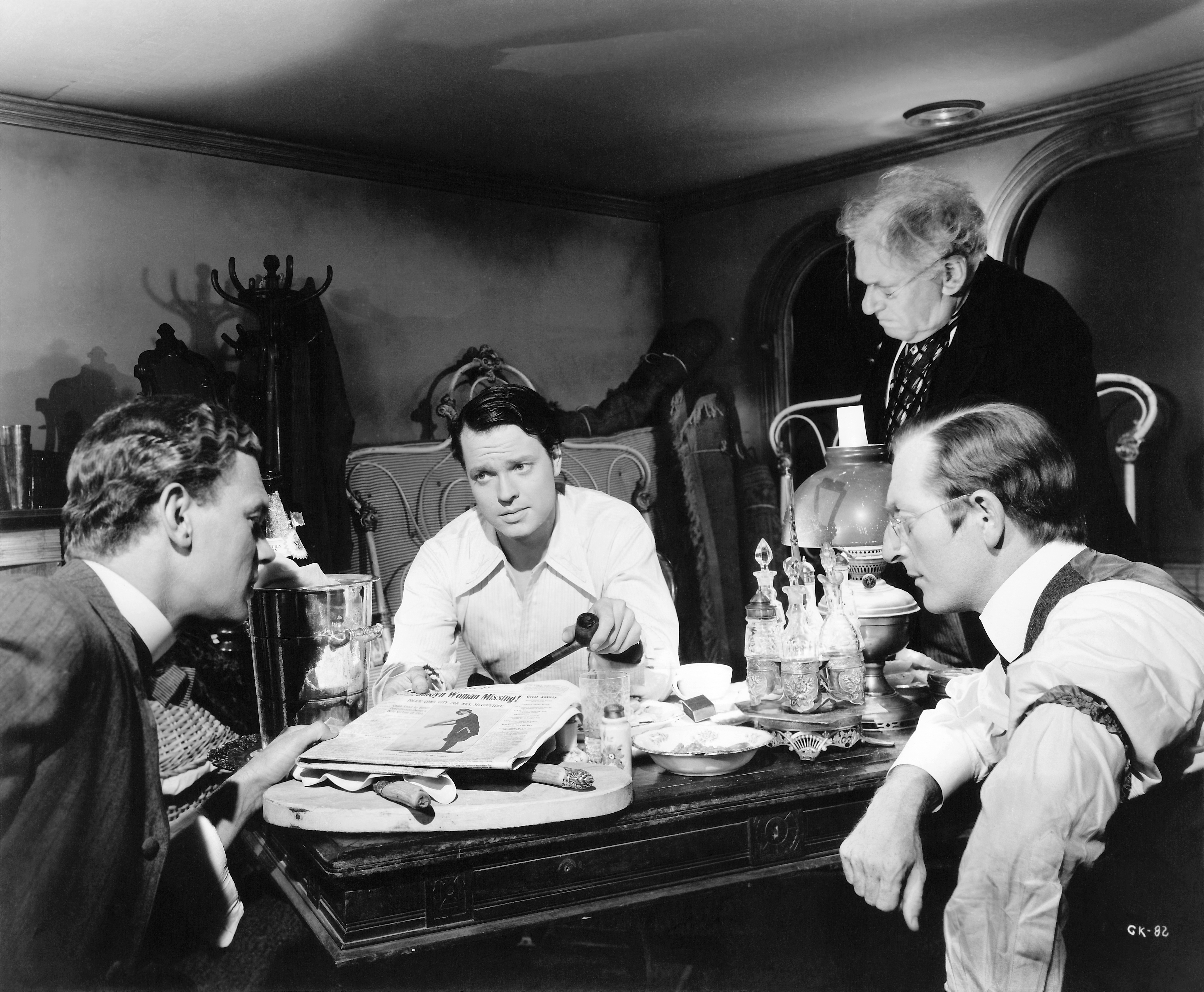
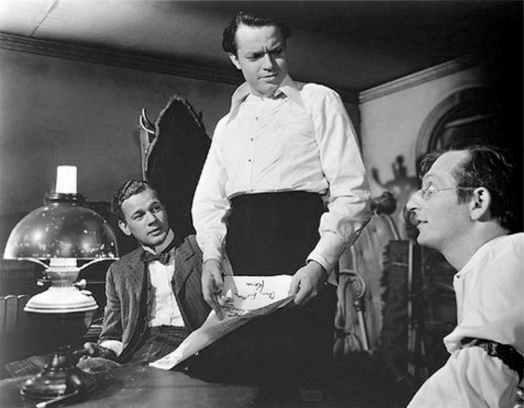
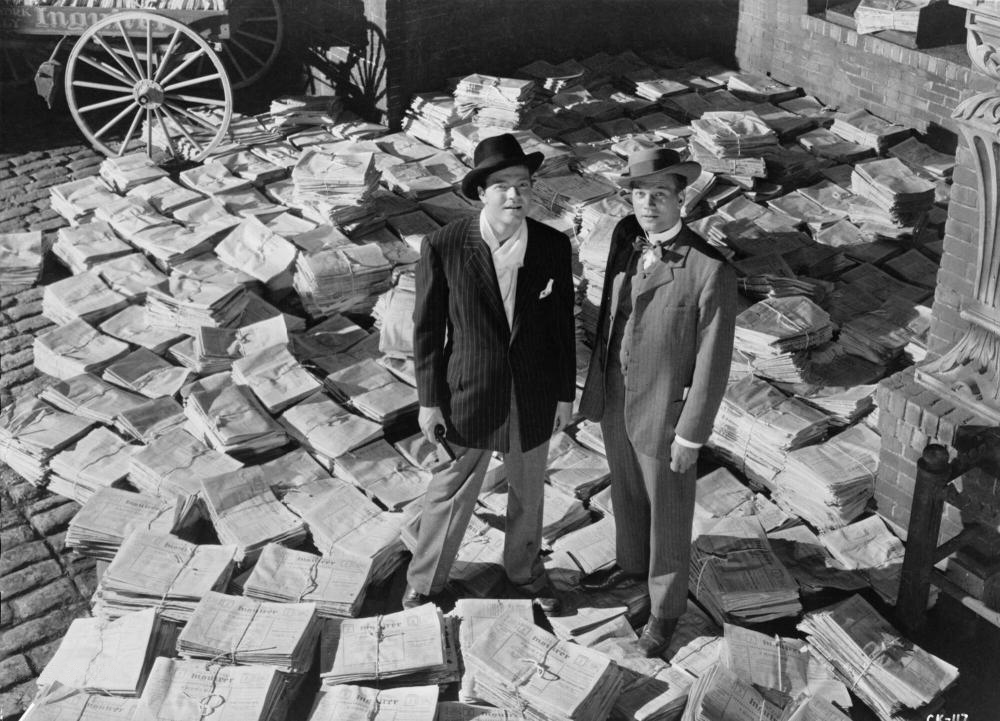